# Spirobolus crassicollis
Spirobolus crassicollis är en mångfotingart som beskrevs av Peters 1855. Spirobolus crassicollis ingår i släktet Spirobolus och familjen Spirobolidae. Inga underarter finns listade i Catalogue of Life.